# José Gea Escolano
José Gea Escolano (Real de Gandía, 14 de junio de 1929-Valencia, 6 de febrero de 2017) fue un sacerdote católico español, obispo auxiliar de Valencia, y obispo de Ibiza y de Mondoñedo-Ferrol, sucesivamente.

## Biografía
Nació en el pueblo valenciano del Real de Gandía, ingresó en el Seminario Metropolitano de Valencia donde cursó todos sus estudios eclesiásticos. El 22 de abril de 1951 ingresó en el Colegio Mayor-Seminario de la Presentación de la Bienaventurada Virgen María en el Templo y Santo Tomás de Villanueva, donde ocupó el cargo de Consiliario. El 29 de junio de 1953 recibió su ordenación sacerdotal. 
Nombrado primero coadjutor de la parroquia de San Jaime Apóstol de Moncada en 1955 fue posteriormente párroco de Nuestra Señora de Fátima de Valencia en 1959. Compaginó su ministerio con la labor de profesor de Religión en el bachillerato entre 1955 y 1959. Y en 1957 consiguió el doctorado en Teología por la Universidad Pontificia de Salamanca. 
Entre 1960 y 1966  fue profesor de Teología Moral en el Teologado Sagrada Familia de la susodicha archidiócesis. Ascendió a párroco de San Jaime Apóstol de Moncada en 1967 allí donde su primer puesto fue el de coadjutor. En el teologado pasó a ser profesor de Teología Pastoral en el curso de 1970-71. 

### Episcopado
Fue nombrado obispo auxiliar de Valencia con el título de obispo titular de Aræ in Numidia el 25 de marzo de 1971. Fue consagrado el 8 de mayo de dicho año en la Sagrada Iglesia Catedral de Valencia de manos del arzobispo José María García Lahiguera. Desempeñó este puesto desde 1971 a 1976. Nombrado obispo de Ibiza de 1976 a 1987, terminó su carrera eclesiástica como obispo de Mondoñedo-Ferrol en 2005. Como obispo, fue miembro de la Comisión Episcopal de Pastoral, Comisión Episcopal del Clero, Comisión Mixta del Episcopado y presidente de Pastoral del Turismo, dentro de la Conferencia Episcopal Española.
Tras renunciar a la diócesis de Mondoñedo-Ferrol al cumplir los setenta y cinco años de edad, desarrolló labor pastoral durante unos años como misionero en la diócesis de Carabayllo en Perú.
Falleció el 6 de febrero de 2017 en Valencia, siendo enterrado en la capilla de san José de la catedral metropolitana de Valencia.

## Obras realizadas

### Libros
- La esencia de la gracia, como participación especial de Dios a través del ser, en Pedro de Ledesma (tesis doctoral), Salamanca 1960;
- Ser sacerdote en el mundo de hoy y mañana. Ed. PPC, 200 págs (1991);
- Joven, ¿y tu vocación?;
- Stop, Cristo en tu camino;
- El desafío vocacional de las parábolas;
- De tú a tú con Jesús;
- Soy Jesús, ¿me conoces?;
- Cristianos del mañana;
- Catecismo básico;
- El Catecismo de los catequistas;
- A grandes retos, grandes testigos.